# Ківа Олег Пилипович
Ківа Оле́г Пили́пович  (5 січня 1947, Львів — 26 грудня 2007) — український композитор. Заслужений діяч мистецтв УРСР (1986). Лауреат Республіканської комсомольської премії ім. М. Островського (1979). Народний артист України (2001). Член Національної спілки композиторів України та її Правління. Заступник голови правління Київської міської організації НСКУ (Національна спілка кінематографістів України). Дядько політика Іллі Киви.

## Біографія
Народився 5 січня 1947 року у Львові в родині військового, Героя Радянського Союзу Пилипа Денисовича Киви. Навчався в музичній школі по класу фортепіано. Закінчив Полтавську школу № 10. В Полтавському музичному училищі займався на теоретичному факультеті. На другому курсі училища (приблизно в шістнадцятирічному віці) почав писати невеликі п'єси для фортепіано та романси. Перші опуси не збереглися. В Київській державній консерваторії імені П. І. Чайковського навчався по класу композиції професора Мирослава Скорика. «Олег Ківа був моїм першим учнем. Він як дуже талановита людина виявив свою індивідуальність з самого початку творчого шляху. Саме лірична нота завжди була притаманна його музиці. І цей ліризм проникає глибоко в душу людей, зачіпає їхні емоційні струни і не залишає їх байдужими.» (Мирослав Скорик). Закінчивши навчання у консерваторії (1971), за розподілом потрапив в Уманське музичне училище, де викладав теоретичні дисципліни (1971—1972), диригував місцевим симфонічним оркестром. Потім повернувся до Києва, вступив до Спілки композиторів України, де був редактором відділу пропаганди (1972—1974). Відслужив в армії. Після демобілізації викладав у ДМШ Києва (1974—1976), працював референтом Спілки композиторів України, а також у Музично-хоровому товаристві, був музичним редактором у видавництві «Музична Україна» (1977—1980). З 1980 — на творчій роботі. Писав музику до фільмів.

Могила Олега Ківи

Помер 26 грудня 2007 року. Похований у Києві на Байковому кладовищі (ділянка № 33).

## Творчість
Творчості Ківи особливо притаманна лірична образна сфера. Її можна схарактеризувати як органічний сплав об'єктивної, емоційно-відкритої, і суб'єктивної, психологічно-поглибленої лірики.
Творче становлення Олега Ківи припадає на кінець 60-х — початок 70-х років минулого сторіччя, коли в музичний світ України цілим сузір'ям «увірвалися» своєрідні і самобутні молоді композитори: Іван Карабиць, Ярослав Верещагін, Володимир Зубицький, Ірина Кириліна. І серед них — Олег Ківа. У його перших фортепіанних і камерно-інструментальних творах вже відчувався індивідуальний почерк. Написана у 1977 році Соната для фортепіано № 2, відома під назвою «Романтична музика» одразу ж стала візитною карткою молодого композитора. Поява у тому ж році Першої камерної кантати на вірші Анни Новочадівської знаменувала певну творчу віху. Спробувавши себе в різних жанрах, у тому числі й музично-театральному (балет «Олеся» за повістю О. Купріна), Олег Ківа зосередився на роботі в камерно-вокальному жанрі. Широку популярність здобула його музика до кіно.

## Твори
Три прелюдії для фортепіано (1966)

Сюїта для 2-х флейт та фагота (1967)

Сюїта для оркестру (1967)

Кантата пам'яті жертв Аушвіца для солістів. хору та оркестру (1967)

Варіації для фортепіано (1968)

Рондо для альта та фортепіано (1968)

Соната № 1 для фортепіано (1969)

Октет для дерев'яних духових (1970)

Кантата пам'яті В. Леніна (1970)

Симфонія для оркестру (1971)

«Народна мелодія» для оркестру (1971)

Два романси на вірші Федеріко Гарсіа Лорки для голосу і фортепіано (1972)

Фантазія для фортепіано (1972)

Два інтермецо для скрипки та фортепіано (1975)

Струнний квартет пам'яті Д. Шостаковича (1975)

«Український триптих» для фортепіано (1975)

Соната для віолончелі та фортепіано (1975)

«Музика для дітей» на вірші А. Новочадовської для голосу і фортепіано (1975—1976)

Камерна кантата № 1 на вірші А. Новочадовської для голосу та камерного оркестру (1977)

Три балади на вірші А. Канакіса для голосу і фортепіано (1977)

Соната № 2 для фортепіано (1977)

«Лірична поема» для симфонічного оркестру (1977)

Дві концертні фуги для фортепіано (1979)

«Октябрь» («Жовтень») на поезію О. Пушкіна (російською мовою) для голосу і фортепіано (1979)

«Олеся» балет за однойменною повістю А. Купріна (1981)

Камерна кантата № 2 на вірші Федеріко Гарсіа Лорки для голосу та камерного оркестру (1981)

«Три поеми» на вірші П. Тичини (українською мовою) для баритона та камерного оркестру (1982)

Камерна кантата № 3 на вірші П. Тичини (українською мовою) для сопрано (народний голос) та камерного оркестру (1982)

«Елегія» для фортепіано (1979—1982)

«Дума про Полтаву» для голосу оркестром (1982)

Увертюра для симфонічного оркестру (1982)

«Ода землі» на вірші М. Рильського (українською мовою) для голосу з оркестром (1976—1983)

Три хори на вірші О. Пушкіна (російською мовою) (1983)

Два романси на вірші О. Мандельштама та М. Заболоцького (російською мовою) для голосу та фортепіано (1983)

Концерт для фортепіано з оркестром (1983)

Камерна кантата № 4 на вірші О. Мандельштама та М. Заболоцького (російською мовою) для голосу та камерного оркестру (1983)

Чотири хори на вірші М. Рильського (українською мовою) (1984)

Концерт на вірші Т. Шевченка (українською мовою) (1985)

П'ять хорів на вірші Б. Олійника (українською мовою) (1985)

Камерна симфонія на вірші Т. Шевченка (українською мовою) для голосу та камерного оркестру (1990)

Камерна кантата № 5 (1993)

Камерна кантата № 6 (1997)

## Фільмографія
Музика до кінофільмів:
- «Вантаж без маркування» (1984)
- «Трійка» (1985)
- «Рік теляти»
- «На дворі XX століття» (1986)
- «Грішник» (1988)
- «Допінг для ангелів» (1990)
- «Афганець» (1991)
- «Серця трьох» (1992)
- «Козаки йдуть» (1992)
- «Серця трьох — 2» (1993)
- «Афганець — 2»
- «Дорога на Січ» (1994)
- «Страчені світанки» (1995)

Музика до телекартин:
- «Мости дружби» (1979)
- «Довгі дні, короткі тижні...»
- «Осіння дорога до мами» (1981)
- «Кларнети ніжності»
- «Ніжність до ревучого звіра» (1982)
- «Карусель» (1983)
- «Захисту не потребую» (1985, 2 с)
- «Штормове попередження» (1988)
- «Гори димлять» (1989)
- «Далі польоту стріли» (1990)
- «Тупик» (1998)

Музика до кіносеріалів:
- «Графиня де Монсоро» (1997)
- «Лялька» (2002)
- «Попіл Фенікса» (2004)
- «Мій особистий ворог» (2005)
- «Пороки і їхні шанувальники» (2006)

Музика до мультиплікаційних стрічок:
- «Ладоньки, ладоньки...» (1985)
- «Про бегемота на ім'я Ну-й-нехай» (1986)
- «Велика подорож» (1987)
- «З життя олівців» (1988)
- «Старовинна балада» (1989)
- «Мотузочка» (1990)
- «Найсправжнісінька пригода» (1990)
- «Цап та Баран» (1994)
- «Тополя» (1996)
- «Ходить гарбуз по городу» (1997) та ін.